# Ñanducita
Ñanducita é uma comuna da Argentina situada no departamento de San Cristóbal, província de Santa Fé, na Argentina.

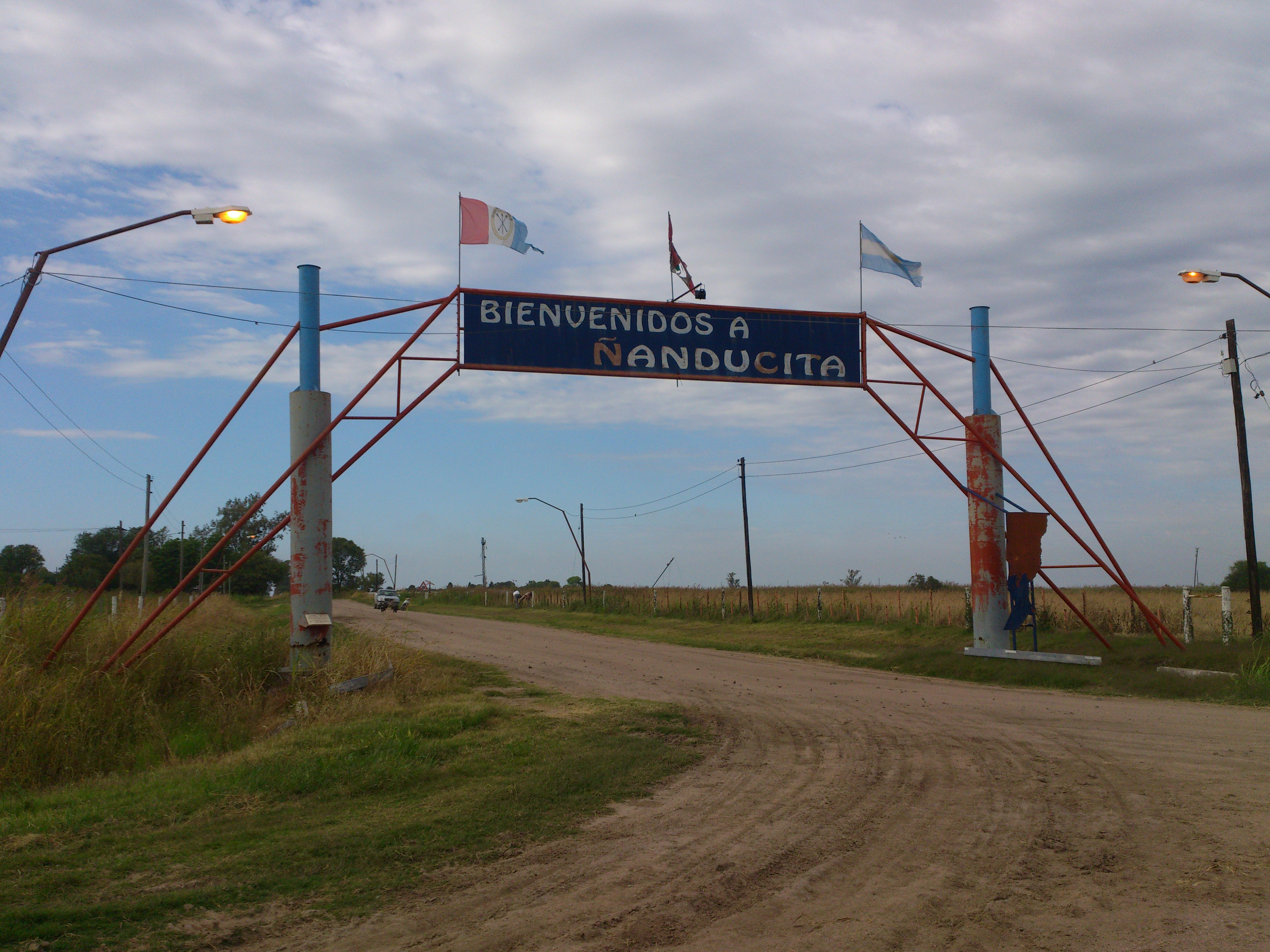
Entrada Norte a ÑAnducita

## População
Tem 222 habitantes (INDEC, 2010), o que representa uma diminuição face ao 241 habitantes (INDEC, 2001) do censo anterior.
| {{{título}}} |
|              |

## História
Na última década do século XVIII, as nações do Chaco defenderam-se contra Santa Fé e seus povoados do norte, caindo ante eles surpreendentemente, fazendo jus a tanta desapropriação, pelo que se fez necessário estabelecer uma melhor linha de defesa. Para isso, decidiu-se localizá-lo na latitude 30° 30`, construindo 4 fortalezas, localizadas de leste a oeste, uma seria no doce saladillo (Fortín Almagro), outra na Esquina Grande, ladeada pelo rio Salado, Arismendi córrego, e San Antonio (Soledad), o terceiro na Virgínia e o quarto onde está Sunchales.
A construção correspondeu ao capitão dos dragões Prudencio M Gastañaduy nomeado pelo vice-rei Nicolás Arredondo.
Uma igreja foi construída em 2008 por Florial Galletti, como uma lembrança de sua esposa Beatriz Emma Rolón, que era natural desta cidade.
Essas terras passaram a ser propriedade da sociedade colonizadora de Córdoba (Banco Nacional de Colonização), (fundadora da cidade de Elisa).
Em 17 de setembro de 1891 por Idelfonso Parejo gestão da empresa, obtendo a aprovação do povo por deliberação de 24 de novembro de 1891, sendo esta a data de fundação da a cidade, na qual já havia uma estação ferroviária habilitada em 15 de julho de 1888.
A "Comissão de Desenvolvimento foi estabelecida em 8 de julho de 1926.